# Darío Yzurieta
Darío Yzurieta (nacido el 16 de mayo de 1931 en el paraje Colonia Bravo, provincia del Chaco, Argentina) fue un reconocido naturalista de campo, ilustrador y coautor junto a Tito Narosky de la "Guía de Identificación, Aves de Argentina y Uruguay". Naturalista y dibujante autodidacta, dice de él Manuel Nores:  "indudablemente dejó una profunda huella en la ornitología argentina. Fue un naturalista de vocación, un observador por excelencia y un ferviente conservacionista" (Nores, Manuel; 1996).
Ornitólogo, ilustrador, naturalista y conservacionista, falleció el 14 de mayo de 1996, a los 66 años, en Córdoba, aquejado por una enfermedad no diagnosticada.

## Reseña biográfica

### Nacimiento e infancia
Darío Yzurieta vivió en el Chaco hasta los catorce años de edad. Allí, su vida se desarrolló en un permanente contacto con la naturaleza y se puede decir que se educó entre los bosques chaqueños y la dureza de aquellos lugares. De allí surgieron sus primeras experiencias con los animales, las cuales siempre recordaba con gran cariño y entusiasmo. Dice él mismo, en la voz de su padre que "perdía más tiempo mirando los bichos que trabajando". De sangre vazca e indígena, se educó en la dureza de la vida del monte con un afán inquebrantable de saber y de aprender. Su educación formal llegó hasta 2° Grado de la primaria en una escuela rural. Todo el resto de su formación fue autodidacta.
En una carta personal escrita en agosto de 1993, cuenta sobre sus inicios en la ilustración y el nacimiento interior del conservacionista: "(...) tratando de hondear un Brasita de Fuego para dibujarlo, pues me habían regalado una caja de acuarelas, bajé por error un Chingolo y ví su agonía a mis pies. Fue suficiente para que colgara por siempre las armas".

### Comienzos
Ya radicado en Buenos Aires, realiza distintos tipos de actividades, pero vive añorando los bosques que dejó en su provincia. De joven fue actor, panadero, violinista, pintor de obra. A los 20 años se traslada a Comodoro Rivadavia, en la Patagonia, para trabajar en YPF. Esto le permite otra vez estar en contacto con la naturaleza y realizar sus primeros pasos en otra de sus grandes vocaciones que fue el dibujo de aves. 
Al año siguiente regresa a Buenos Aires y continúa realizando diferentes trabajos aunque no relacionados con su vocación naturalista, ya que las circunstancias no le permiten realizar esta actividad hasta recién pasados los 35 años cuando en agosto de 1967, se conoce con Tito Narosky en la Asociación Ornitológica del Plata. De allí nace una gran amistad entre ambos naturalistas y comienzan a estudiar las aves en su ambiente, primero en la provincia de Buenos Aires y luego en otras provincias. Atestigua Tito Narosky: Darío "poseía una sólida conciencia conservacionista" También dice de él refiriéndose al artista que fue: "iba progresando constantemente en el difícil arte de representar gráficamente a las aves. Su memoria visual, su creciente experiencia de campo, la especialización y sus dotes naturales iban conformando al artista".  
Narra Darío Yzurieta de sus andanzas con Tito Narosky: "Tito me instó a encauzar mi natural capacidad para el dibujo, especializándome en pintar aves". Fruto de esta amistad y labor compartida nació en primer término la obra "Aves Argentinas. Guia para el reconocimiento de la avifauna bonaerense", publicada en 1978 en blanco y negro; y luego la afamada "Guía para la Identificación de Aves de Argentina y Uruguay" editada por Vazquez Mazzini en 1987, ambas ilustradas íntegramente por Dario Yzurieta. 

### Siguiente etapa
En 1973, y ya con una buena base ornitológica fruto de la experiencia de más de 20 años de estudios de campo, es contratado por la Dirección de Caza y Pesca de Córdoba para integrar el grupo formado por Rodolfo Miatello y Manuel Nores para el estudio de las aves de dicha provincia.
Su llegada a la función pública significó contar con una persona con la cual compartir y discutir las novedades y los logros que surgían en los viajes al campo, dentro de un grupo de trabajo conformado por notables naturalistas.
Se desempeñó también como Jefe de Fauna Terrestre del Ministerio de Agricultura, Ganadería y Recursos Renovables de Córdoba, donde realizó una importante labor de divulgación a través de charlas, clases, proyecciones y programas radiales. La Universidad Nacional de Córdoba utiliza sus documentales para la cátedra de Zoología.
En 1992 recibió el título de "Ornitólogo de Campo Honoris causa" junto a otros notables, entregado por la Asociación Ornitológica del Plata (Aves Argentinas).

## Vida personal
A Darío Yzurieta nada de la naturaleza le pasaba inadvertido, la más pequeña flor, el más insignificante insecto, el canto de los pájaros, todo le atraía. de la misma manera, le indignaba todo lo que atentara contra la naturaleza: ver un cazador, alguien con un trampero, hornos de carbón, una deforestación. Su madre -Cayetana Leal- era hija de un cacique Toba y hablaba quichua, heredando de sus ancestros su sagacidad para la observación de la naturaleza.

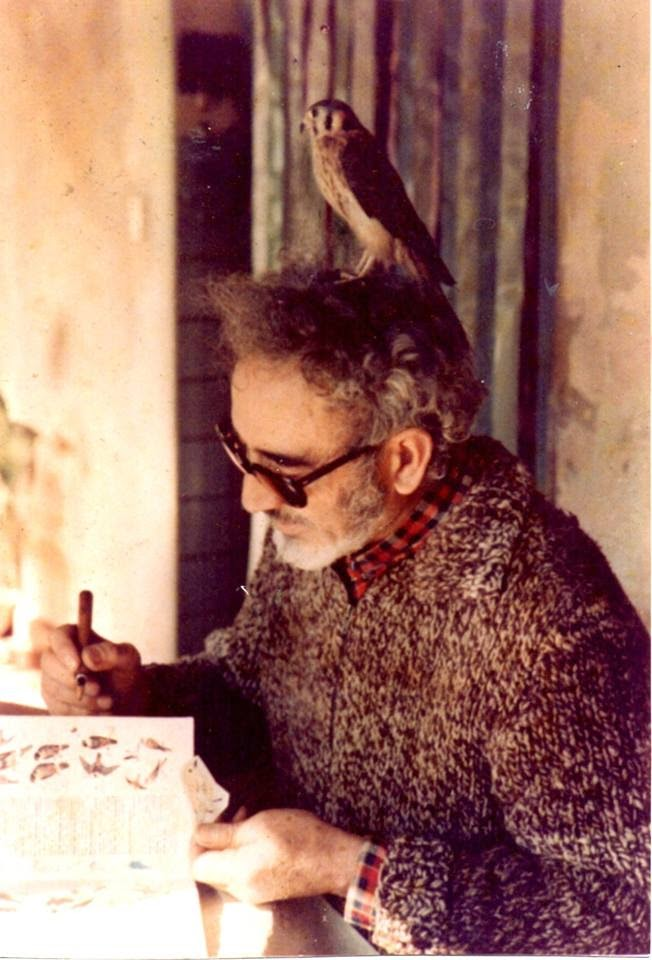
Darío Yzurieta trabajando con la reconocida guía y un amigo sobre su cabeza.

En Córdoba conoce a Martha de Mauricio con la cual contrae matrimonio en 1974 y tienen un hijo, Marcelo Yzurieta. El pequeño contaba ya con 10 hermanos, siendo él, el primer y único hijo de Darío. 

### Obras
Darío Yzurieta fue autor de variadas obras ornitológicas. Entre sus trabajos figuran más de 20 publicaciones en revistas científicas y especialmente varias guías de campo para la identificación de aves, a las que ilustrara con una gran profesionalidad.
Entre sus obras pueden citarse:  
- "Avifauna de Córdoba", publicada en el diario Tiempo de Córdoba (1978-1979).

- "Aves de Ambientes Acuáticos de Córdoba y Centro de Argentina", en coautoría con M. Nores (1980).

- "El monstruo de 7000 millones de Cabezas" (1981)

- "Lista de distribución de las Aves de Córdoba", en coautoría con M. Nores y R. Miatello (1983).

- "Manual de reconocimiento y evaluación ecológica de las aves de Córdoba" (1995).

## Abreviatura (zoología)
La abreviatura Yzurieta  se emplea para indicar a Darío Yzurieta como autoridad en la descripción y taxonomía en zoología.